# 北前波美拉尼亚县
北前波美拉尼亚县（Landkreis Nordvorpommern）是德国梅克伦堡-前波美拉尼亚州北部曾经的一个县，县治格里门。
在2011年梅克伦堡-前波美拉尼亚州的县改革中，北前波美拉尼亚县和吕根县合并为前波美拉尼亚-吕根县，县治施特拉尔松德。

## 地理
北前波美拉尼亚县北邻波罗的海，东北面与吕根县，东面与东前波美拉尼亚县，南面与代明县和居斯特罗县，西面与巴特多伯兰县相邻，施特拉尔松德市位于该县的东北部。